# 二十歳と一匹
『二十歳と一匹』（はたちといっぴき）は、2015年1月17日の19:30 - 20:43に阪神・淡路大震災20年企画として、NHK総合テレビジョンにて放送された日本のテレビドラマである。主演は菅田将暉が務めた。

## ストーリー
藤原理人は公園で出会った一匹の人懐っこい大型犬・キューのリードを持った途端犬が走り出し、腰を痛めた男性・馬場昭夫の所まで連れて行かれる。馬場は他にも2匹の犬を連れており、理人は犬たちを連れ帰ってくれるよう頼まれ、災害救助犬を扱うNPO団体の住所が書かれた名刺を渡される。この出会いがきっかけで理人は、後日所長をする馬場から団体の仕事に誘われ、失職したばかりの彼は給料に惹かれて軽い感じで引き受けることに。
19年前の阪神・淡路大震災で両親を亡くした理人は当時0歳だったため震災の記憶はなく、靴屋を営む祖父母に親代わりに育てられてきた。理人は祖父母にNPOの仕事を詳しく話さないまま新米救助犬キューのハンドラーとなり、救助時の指示を出す訓練を始める。ある時理人の家に靴の修理に訪れた同僚により、彼の仕事内容が災害現場で救助活動を行い時に危険を伴うということが、祖父母にバレてしまう。同僚が帰った後理人は祖母から仕事を辞めるよう言われ、祖父から19年前の震災で理人が奇跡的に助かった話を聞かされる。
翌日理人は退職願を持って職場に訪れるが、他の職員たちが救助活動に行くことになりキューと共に留守番を任される。その後理人が暇つぶしに訓練用の瓦礫の山に上った所、地面が崩れて下の空間に閉じ込められ、身動きが取れない状態になってしまう。不安な一夜を過ごした理人は、翌日瓦礫に向かって吠え続けるキューに戻ってきた職員が気づいて無事助け出される。救助を待つ人の気持ちを味わった理人は考えを改め、祖父母に仕事を続けることを頼み、2人から渋々ながら了解を得る。
最初は浮ついていた理人も馬場たちから命を扱う仕事の気構えを教わり、数日後彼にとって初仕事となる土砂災害の現場に皆で向かう。しばらくするとキューが微妙な反応を示すが、意思を読み取れない理人は「異常なし」と報告する。しかし、翌日その場所から遺体が見つかり、馬場たちから励まされるが理人は自分の無力感にショックを受ける。翌日から理人は仕事を休んで自室にこもってしまい、馬場たちや仕事に否定的だった祖父母からも「このまま仕事を辞めてしまうのでは？」と心配される。
そんな中顔見知りの男の子から「ひいお爺ちゃんの行方が分からない。捜して欲しい」と頼まれた理人は、同僚からキューを貸してもらい救助に向かう。寒空の下、お年寄りの迷子とあって命に関わるため、理人はキューに指示を出して必死に探すと数時間後山の中で無事男性を発見し男の子と再会を果たす。自身を取り戻した理人は、数日後20歳の誕生日を迎えて祖父母から災害救助をすることを許してもらい、再びハンドラーとして働き出す。

## キャスト
藤原 理人（ふじわら りひと）
演 - 菅田将暉
本作の主人公。19歳。阪神・淡路大震災で両親を亡くし、祖父母と暮らしている。災害救助犬のハンドラーを目指す。新米救助犬のキューの担当。
物語の冒頭では居酒屋の社員だったが、本社倒産により失職。直後に災害救助犬の公開デモンストレーションを見たことがきっかけで転職した。ただし本人は次の仕事が見つかるまでのつなぎのつもりであまり熱意は持っていない。キューと楽しく訓練をする程度だったが、徐々に仕事への意欲を持つようになる。
震災時、0歳児でベビーベッドに寝かされていた理人は、瓦礫の下にいたところを災害救助犬により発見され奇跡的に助かった。ただし、本人は幼かったため助けられた時のことは時々見る夢か、現実の記憶か定かでないとしている。そもそも本人にとって震災自体、学校の授業で習ったこととして捉えており実感が無い。
基本的には明るく時々ふざけたりする性格だが、育ててくれている祖父母を気遣っていたり、仕事のことで激しく落ち込んだりすることがありナイーブな一面も持つ。
キュー　(犬)
理人が担当することになった新米の救助犬。ラブラドールらしき犬。人懐こしく元気な犬だが、救助の訓練ではなかなか指示通りに動いてくれず周りから心配される。訓練や実際の現場での仕事を通して徐々に理人との絆を深めていく。短い紐が付いたボールのおもちゃがお気に入り。
馬場 昭夫（ばば あきお）
演 - 本田博太郎
救助犬を育成する民間団体「レスキュードッグ協会」の所長。元消防士。災害救助犬たちの散歩中に理人に出会い、ほどなくしてハンドラーとして働かないかと誘った人物。普段は穏やかだが、災害救助という危険な現場や命に関わる仕事なので時に厳しい言葉を投げかけることがある。
剛によると震災時に消防士をやっていたが瓦礫に埋もれた人たちを人の手だけによって探すことに限界を感じ、災害救助犬と共に人を助けるこの団体を立ち上げた。サラによると「レスキュードッグ協会」は、日本中の災害現場に出動したり、海外でも実績があるとのこと。
木下 サラ（きのした サラ）
演 - 足立梨花
東日本大震災をきっかけにハンドラーを目指す新人。震災の影響で人を助けたいという気持ちは強くこの仕事に誇りを持っている。そのため理人がつなぎとしてこの職場に入ってきたと知った時は不快感を露わにしている。
仕事時は一般人と関わる時は笑顔も振りまくがどちらかと言うと無愛想で、後輩の理人にも素っ気ない態度で指導している。ただし、空雄からは「かわいい」と評されており、馬場からも「私服姿はべっぴん(美人)やのに」と言われたことがある。本人は「女であることを忘れたら終わり」という信条を持っている。動物の専門学校に通っていた。
蒔田 剛（まきた つよし）
演 - 高橋努
ハンドラー。元警察犬の訓練士。理人やサラの先輩で、先輩風を吹かしている。その割に理人に対して自らは基本を教えずサラに任せっぱなしで、数日後の理人を見て「基本がなっとらん」などと言っており少々無責任な人物である。遊び盛りで仕事の指示を上手くできないキューと仕事にあまり気持ちを入れていない理人との組み合わせを不安に思っている。
谷本 空雄（たにもと そらお）
演 - 桐山照史
理人の幼なじみ。大学生。理人が働く居酒屋でバイトとして働いていたり、理人の家で一緒にテレビゲームで遊ぶなど仲がいい。理人の良き理解者だが、少々おちゃらけすぎた言動をしてしまうところがある。
紳士
演 - 堀内正美
藤原の製靴店の常連客。藤原の靴に全幅の信頼を寄せている。理人について亡くなった理人の父親にそっくりと評している。
藤原 富美子（ふじわら ふみこ）
演 - 風吹ジュン
理人の祖母。理人と弘と暮らしており、親代わりになって育てている。理人には「母上」と呼ばれている。震災で息子夫婦(理人の両親)が亡くなったことが影響して、理人をかけがえのない存在と感じている。理人が危険な現場での仕事を伴う災害救助の仕事をすることに否定的である。
藤原 弘（ふじわら ひろし）
演 - 小林薫
理人の祖父。理人と富美子と暮らしており、親代わりになって育てている。理人には「父上」と呼ばれている。オーダーメイドの製靴店を営んでいる。
理人が「瓦礫に埋もれている自分に向かって犬が吠えている」という夢の話(理人は夢だと認識しているが実際の出来事)をした時は、震災の記憶を理人が覚えていたことにショックを受けている。仕事柄靴のデザインを考えており、絵が上手い。
鈴木 正次郎（すずき しょうじろう）
演 - 上村厚文
石井の祖父。老人ホームに入居している。災害救助犬のデモンストレーションを見に来た。少々徘徊癖があり翔とでかけた時に一人で勝手にどこかへ行ってしまったり、「レスキュードッグ協会」のどの救助犬に対しても全部「ポチ」と呼んでいる。
石井 翔（いしい しょう）
演 - 田中蒼馬
鈴木のひ孫。鈴木と共に災害救助犬のデモンストレーションを見に来た時に救助者の役をやった。それ以後も遊びがてら訓練所の造られた瓦礫に身を隠して、犬に見つけてもらう練習に時々参加させてもらっている。

## スタッフ
- 作 - 岡本貴也[1]
- 音楽 - 松永貴志[1]
- 撮影協力 - 神戸フィルムオフィス[12]、亀岡市観光協会、日本レスキュー協会[13]
- 取材協力 - 神戸市消防局[14]、京都中部広域消防組合
- ドッグトレーナー - 宮忠臣
- 災害救助犬指導 - 岡武[15]
- 警察指導 - 坂東正敏
- 製靴指導 - 山口祥弘
- 神戸ことば指導 - 大西みのり
- 出演 - 朝比奈潔子、中川浩三、金替康博、白井哲也、田所草子、八田麻住、森本竜一、大橋梓、平山達男、Sun!!、NAC、劇団東俳、キャストプラン、劇団ひまわり、テアトルアカデミー、WAC、舞夢プロ
- 解説 - 河本邦弘
- 制作統括 - 岡本幸江[1]
- 美術 - 市原寛教
- 音響効果 - 柴田なつみ
- 技術 - 坂本忠雄
- 編集 - 狩森ますみ
- 撮影 - 清水昇一郎
- 音声 - 大成友二
- 記録 - 藤澤幹子
- 照明 - 吉本和信
- 映像技術 - 大坪直人
- 演出 - 盆子原誠[1]
- 制作・著作 - NHK大阪放送局[1]

## ロケ地
- 灘丸山公園[16][12]
- 畑原通の坂道の家[12]
- 都賀川[12]
- エレガーノ摩耶（HAT神戸）[12]
- 元町商店街[12]
- JR元町駅前[12]
- 松屋東店[12]
- 南京町[12]
- 再度公園[12]

## 関連番組
スタジオパークからこんにちは（NHK総合、2015年1月16日）
桐山照史、足立梨花がゲストで出演し、本作の話題を中心にトークを展開した。